# Dorfkirche Niedergörsdorf

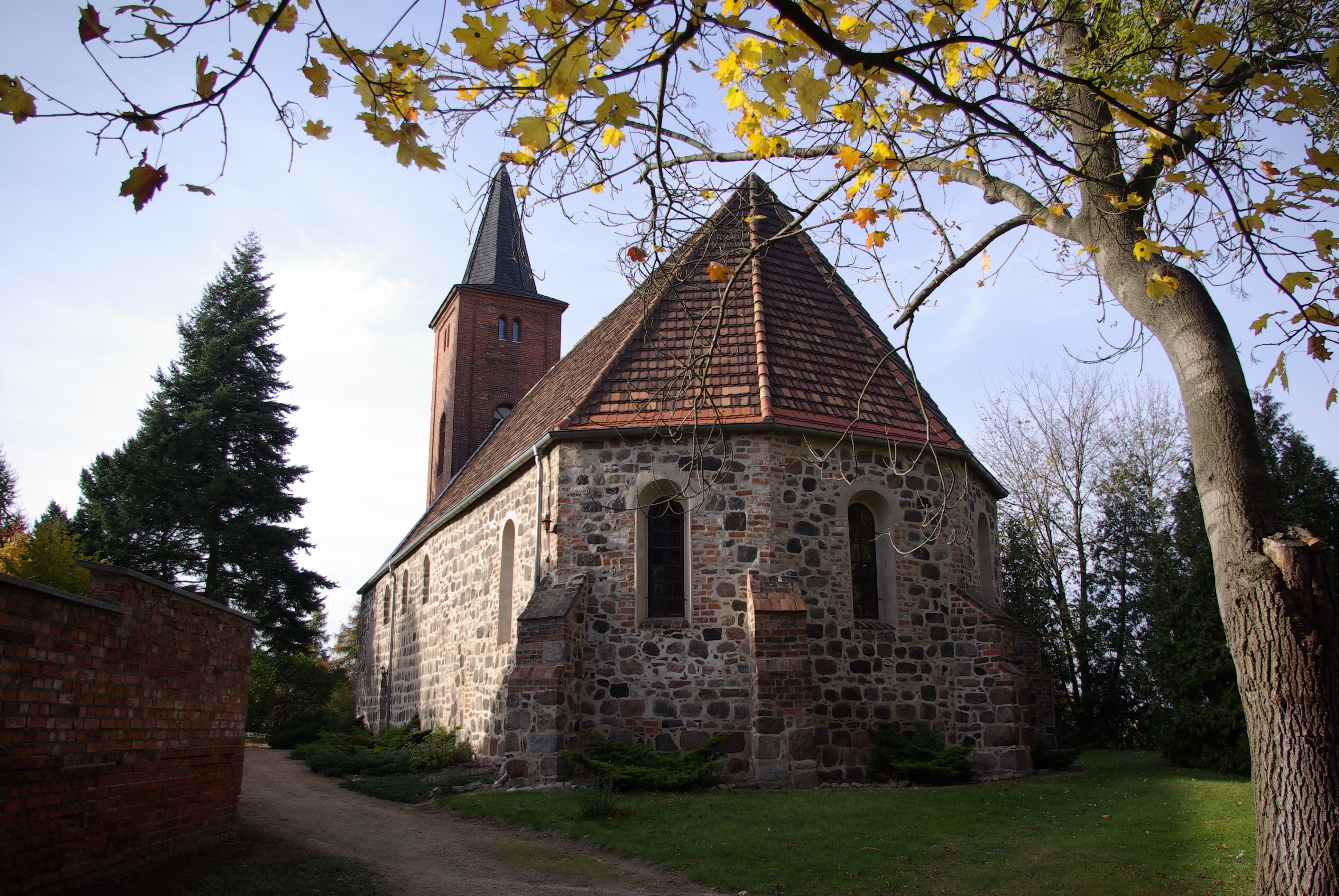
Die Dorfkirche mit dem dreiseitigen Chor

Die Dorfkirche Niedergörsdorf befindet sich in der Gemeinde Niedergörsdorf im Landkreis Teltow-Fläming in Brandenburg. Die Kirche steht unter Denkmalschutz. und befindet sich in der Mitte des Ortes westlich der Dorfstraße auf einer kleinen Anhöhe. Die Kirche in Niedergörsdorf war schon immer Mutterkirche, das Patronatsrecht hat der Landesherr.

## Geschichte und Baubeschreibung
Die Kirche wurde wahrscheinlich um 1200 erbaut. Von diesem romanischen Bau ist nur der Westteil erhalten. Es ist ein Saalbau aus Feldstein mit einer Länge von 29,5 Meter. Zum Ende des 15. Jahrhunderts wurde ein neues Dachwerk erstellt, dessen Holztonnendecke noch erhalten ist. Ein besonderes Ereignis war die Ermordung des letzten katholischen Pfarrers Michael Gröbitz im Jahre 1538. M. Valentin Große wurde 1540 evangelischer Pfarrer.
In der zweiten Hälfte des 17. Jahrhunderts wurde die Kirche wesentlich umgebaut und erneuert. Der Ostteil der Kirche wurde neu erbaut, die Kirche hat einen dreiseitigen Schluss erhalten. Der Ostschluss hat Rundbogenfenster und halbhohe Strebepfeiler. Das Holz des östlichen Dachwerkes wurde dendrochronologisch auf das Jahr 1678 datiert. Im Jahr 1709 wurden die Fenster vergrößert und statt eines möglichen früheren Tonnengewölbes eine Flachdecke eingebaut. 1714 erhielt die Kirche einen hölzernen Dachturm, dieser wurde durch Blitzschlag im Jahre 1852 beschädigt und zurückgebaut. Der heutige Turm wurde 1854 neu errichtet. Es ist ein Turm, der im unteren Bereich aus Feldsteinen, im oberen Teil aus Ziegeln erbaut wurde. Er hat einen quadratischen Grundriss und einen achteckigen Knickhelm. 1892 wurde ein Teil des westlichen Dachwerkes ersetzt, 1896 wurde die Kirche innen renoviert.

## Ausstattung

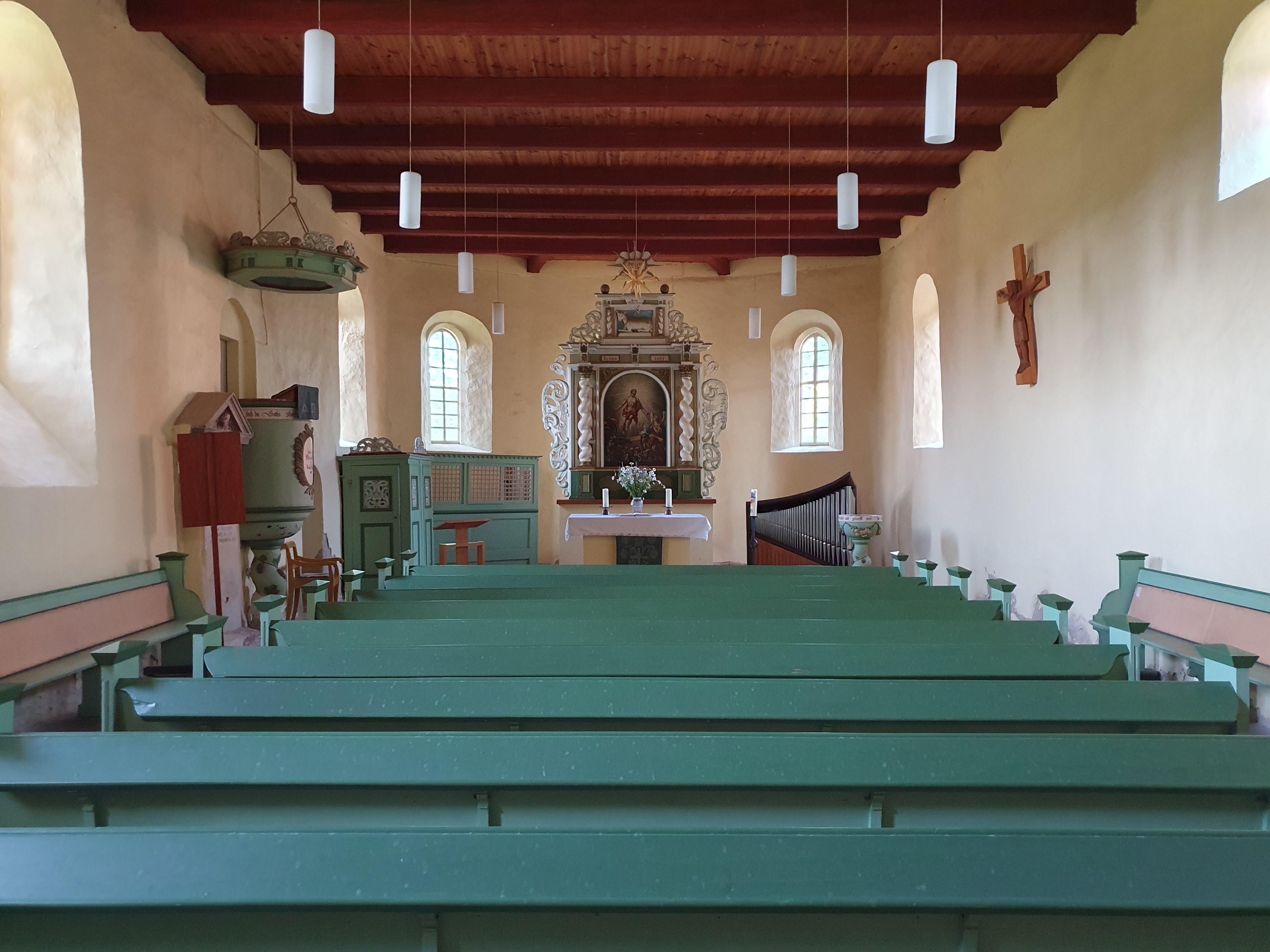
Östlicher Innenraum

Die Ausstattung stammt im Wesentlichen aus der Zeit der Erneuerung um das Jahr 1678, so der Altaraufsatz mit gewundenen Säulen und Wappen im Knorpelwerk. Im Hauptfeld befindet sich heute ein modernes Kruzifix. Ein Altarbild mit der Auferstehung Jesu stammt aus der zweiten Hälfte des 19. Jahrhunderts. Der Taufstein und die Kanzel stammen ebenfalls aus der Zeit der Erneuerung um 1678. Die Kanzel mit einem runden Korb befindet sich an der Nordwand. Die Orgel wurde 1764 von Hübler aus Düben erstellt. 1904 renovierte A. Schuke aus Potsdam die Orgel. An der Nordwand befindet sich ein Grabstein für den Pfarrer Wolfgang Scheffler. An der Westseite befindet sich eine Gedenktafel an die Gefallenen des Ersten Weltkrieges. Die Glocke wurde 1885 in Apolda gegossen.